# Мејвуд (Калифорнија)
Мејвуд (енгл. Maywood) град је у америчкој савезној држави Калифорнија. По попису становништва из 2010. у њему је живело 27.395 становника.

## Демографија
Према попису становништва из 2010. у граду је живело 27.395 становника, што је 688 (2,4%) становника мање него 2000. године.
| Група             | 2000.          | 2010.          |
| Белци             | 739 (2,6%)     | 498 (1,8%)     |
| Афроамериканци    | 102 (0,4%)     | 166 (0,6%)     |
| Азијати           | 101 (0,4%)     | 87 (0,3%)      |
| Хиспаноамериканци | 27.051 (96,3%) | 26.696 (97,4%) |
| Укупно            | 28.083         | 27.395         |